# Coelorinchus marinii
Coelorinchus marinii är en fiskart som beskrevs av Hubbs, 1934. Coelorinchus marinii ingår i släktet Coelorinchus och familjen skolästfiskar. Inga underarter finns listade i Catalogue of Life.